# Zhao Chengshou
Zhao Chengshou (趙承綬1891-1er octobre 1966) est un général du Kuomintang originaire du Shanxi. Son nom de courtoisie est Yinfu (印甫). 
Il combat l'armée impériale japonaise durant la campagne du Suiyuan et, après l'établissement de la république populaire de Chine, il est nommé ministre des Ressources en eau (en). Il meurt de causes naturelles à Pékin.